# Kim Song-ae
Kim Song-ae (em coreano: 김성애; hanja: 金聖愛; rr: Gim Seong-ae; MR: Kim Sŏng-ae; Pyongan Sul, 29 de novembro de 1924 — Kanggye, setembro de 2014) foi uma política norte-coreana que serviu como primeira-dama da Coreia do Norte de 1963 a 1974. Song-ae foi a segunda esposa do fundador da Coreia do Norte, Kim Il-sung.

## Biografia
Inicialmente era conhecida como: Kim Seong-pal (hanja: 金星八).
Em 1948, conheceu Kim Il-sung, enquanto trabalhava como secretaria clerical no Ministério da Defesa Nacional. Depois passou a trabalhar na residência oficial de Kim Il-sung, como assistente de Kim Jong-suk, a primeira esposa de Kim Il-sung.
Em 1949, após a morte de Kim Jong-suk, começou a administrar a casa e a vida doméstica de Kim Il-sung. Durante a Guerra da Coreia, ela cuidou de Kim Jong-il e de Kim Kyong-hui. 
Em 1952, se casou com Kim Il-sung, mas, devido à Guerra da Coreia, nenhuma cerimônia formal foi realizada. Mas, em 1951, já tinha dado a luz a Kim Kyong-jin (filha), depois nasceriam Kim Pyong-il, em 1954; e Kim Yong-il, em 1955.
Em 1958, seu casamento foi divulgado, por meio da publicação de fotos de família.
Entre meados dos anos 1960 até meados dos anos 1970, supostamente exerceu uma influência política significativa na Coreia do Norte. Sua importância política ocorreu, aproximadamente, no mesmo período em que o de Jiang Qing (quarta esposa de Mao Tsé-Tung) se destacou na China, durante a revolução cultural. Segundo Jang Jin-sung, Kim Song-ae seria a "imagem espelhada norte-coreana de Jiang Qing".
Em 1965, se tornou vice-presidente do Comitê Central da União Socialista de Mulheres da Coreia (USMC) e, em 1971, ela passou a ser presidente.
Em dezembro de 1972, ela se tornou representante da Assembleia Popular Suprema.
De acordo com Jang Jin-sung, Kim Song-ae pretendia que seu filho, Kim Pyong-il, fosse o sucessor de Kim Il-sung, afastando Kim Jong-il, filho do primeiro casamento de Il-sung. Para isso, recebeu o apoio de Kim Yong-ju, irmão mais novo de Kim Il-sung.
No decorrer da década de 1970, sua influência foi considerada excessiva pelo Partido dos Trabalhadores da Coreia, que começou a restringi-la. Paralelamente, seu enteado, Kim Jong-il, se tornou o herdeiro designado de Kim Il-sung, e sua facção trabalhou para tirá-la da influência política.
Em 1976, perdeu sua posição como presidente da USMC, o que removeu seu canal de comunicação com o público e efetivamente restringiu sua base de poder.
Em 1981, teria sido colada em prisão domiciliar, juntamente com cunhado Kim Yong-ju, em represália à sua pretensão de colocar seu filho na posição de herdeiro em vez de Kim Jong-il.
Em 1993, foi reintegrada por Kim Jong-il como presidente da USMC, mas sua posição era puramente simbólica e nominal, e ela foi destituída pela segunda vez em 1998.
A partir de 1998, poucas informações sobre ela chegaram ao mundo exterior.
Houve rumores de que ela havia morrido em um acidente de carro em Pequim em junho de 2001. Outros relatos afirmam que ela ainda estava viva em julho de 2011, embora com problemas de saúde, e que Kim Pyong-il, seu filho, voltou a Pyongyang de seu posto na Polônia para visitá-la.
Em 2012, um relatório de um desertor norte-coreano afirmou que, no início de 1990 ela havia sido declarada louca, mesmo antes da morte de Kim Il-sung, e desde então era mantida sob a supervisão de uma enfermeira psiquiátrica em sua prisão domiciliar.
Posteriormente, foi relatado que ela morreu em 2014, uma data que foi confirmada pelo Ministério da Unificação em dezembro de 2018.

## Obras
- Kim Song-ae (1969). Let Us Women Become Revolutionary Fighters Infinitely Loyal to the Party and Reliable Builders of Socialism and Communism by Revolutionizing and Working-classizing Ourselves. Pyongyang: Foreign Languages Publishing House. OCLC 253679297
- — (1970). On the Women's Emancipation Movement in Korea. Report at the Meeting Held in Honour of the 25th Anniversary of the Founding of the Korean Democratic Women's Union, November 17, 1970. Pyongyang: Foreign Languages Publishing House. OCLC 1012367